# 敦梅學校
敦梅學校（英語：Dunmei School）為香港早年著名的中文學校。1919年創辦時以書塾的形式授課，創校校址位於今日的香港島灣仔克街。三年後的1922年，於附近的茂羅街設立分校。1934年始以「敦梅」命名，其創辦人莫敦梅是早年的墊師，對學生管教嚴謹，受到家長推崇。
書院推崇傳統國學，開學拜孔子、買芹蔥（象徵勤力和聰明）、開筆寫字、唸唐詩古文，教師多從中國大陸來港授課，授以古文及儒家思想。莫敦梅曾說：「我從不反對語體文，但如果沒有古文的根基，所寫出來的文字，必定柔根脆骨」。香港日治時期，學校一度停辦，戰後復辦，並開始向清貧學生提供學費減免。不過，在免費教育普及下，書院亦成為歷史陳蹟。香港名人霍英東、利國偉、小思等均曾在敦梅學校學習。

## 歷史
20世紀初的香港，人口急速增長，學校不足，不少父母仍會將子弟送入私塾唸書。莫敦梅1919年借用灣仔克街的民居，向學生授課，研習古典中文及儒家思想，當時以私塾經營。由於教學嚴謹，受到家長推崇，學校得以擴充。
始創初期，敦梅私塾只有12名學生，當中十名男生，兩名女生，有男生仍然留辮，女生紮腳，不少學生出身商賈之家，上學時會擔著椅子到學校聽課。翌年，學校於區內開設分校區，學生人數增至140人。此後，莫敦梅繼續擴展增設中學部、女中部及幼稚園、平民義學。不久，學生已達600多人，1934年易名為敦梅學校。
每年開學時，學校均會舉行「開筆」儀式。家長會向老師奉上利市，而老師要預備紅紙、香蠟、九宮格、上大人紅書等，讓學生書寫一篇文章；學生之後向孔子像及老師叩頭，家長亦會為學生買蔥、芹，喻意聰明、勤力。
日治時代，莫敦梅回鄉避難，在鄉中留髮長鬚，以示不忘國恥，戰後他回港重辦書院。1949年，中國共產黨宣布立國，大量中國大陸人湧向香港，學生人口到達顛峰，開至42班。同年，莫敦梅辭世，學校由他擁有學士學位的長公子儉溥繼任校長。
有學生多年後曾憶述，莫師授國文課，挺著肚子，吊帶、白恤衫、黑褲，不時以手帕抹汗，授課時從來不看書本，出口成章，既幽默又風趣，聽得學生眉飛色舞。校內另一名老師馬國維，國學深厚，教學生讀《古文觀止》，暮年仍埋頭著述《明季粵高僧傳》，著述冷門，亦未知有否出版，但亦反映早期香港中文學校師資的根基。
除了敦梅學校外，中國兒童書院、梅芳書院、文華書院、端正書院均為同期的中文學校，但每當業主收樓，學校亦要結業，敦梅學校亦在時代變遷中結業。

## 升學模式
學校當時正校位於克街，但42班課室分散在各處民居，沿告士打道、駱克道、菲林明道，以至盧押道均設有課室，一層為一班。1946年，每月學費收$10.8，但當時一名工人月薪亦只是6元，學生家底一般較富裕，但隨著難民增加，學校減低學費，每逢開班時，亦會有學生排隊講價，部分可免費上學，書簿亦由學校提供。
戰前香港，不少學生會由私塾轉入中文學校，三、兩年後轉入英文學校，初中前讀上五間學校的大有人在，不似現今有較為規範的求學流程。敦梅學校的校友如利國偉、霍英東、前香港特首夫人董趙洪娉，亦是以這種模式升學。
該校亦曾開辦國學進修班，以古文為教材，學生對象包括他自己的子女、家屬、校中的員工及員工的家屬。這進修班在周日或假期開課，講述忠、孝、仁、義。

## 書刊
1926年，莫敦梅為將教學經驗告予社會，於是出版第一期《課藝叢刊》，校方又編印四冊《高小國文》，以及潘爵凱編的《語體文選編》和《古文選編》。
出版於1961年7月16日的《敦梅學校四十三週年紀念刊》，除了校務報告外，還有同學作品選刊及名家作品，文章包括饒宗頤的《國文研究舉例》、黃允畋的《孟母教子的故事》、沈兼士的《從學理上研討中國詩的形成》、傅錦堂的《西洋文藝叢談》、沈根源的《詞人的境界》，和莫敦梅的《中國文學史韻編》等。

## 著名/傑出校友
- 白雪仙，GBS：香港粵劇名伶[2]
- 霍英東，大紫荊勳賢：香港已故商人[3][4]
- 利國偉，大紫荊勳賢，CBE，JP：香港已故銀行家[5]
- 小思：香港女作家[6][7]（1953年小六[8]）
- 董趙洪娉，JP：前香港特首董建華夫人[3]（1949年小六）[9]
- 鍾偉明，MBE：香港已故資深廣播人[10]
- 黃仲鳴：香港樹仁大學新聞及傳播學系助理教授、香港作家協會主席[11]
- 黃作梅，MBE：已故新華社香港分社第二任社長[12]
- 何紫：香港已故著名兒童文學作家[13]
- 胡文瀚：已故香港工業總會名譽會長、香港中華廠商聯合會永遠名譽會長、合和實業有限公司榮譽主席
- 胡應湘：香港企業家、合和實業創辦人及現任董事局主席
- 黃寶亨：廣州友邦保險總經理、前太古皇家保險董事總經理[註 1]
- 余熾鏗：前建築署署長（1954年幼稚園）[14]